# Francesc Manalt i Calafell
Francesc Manalt i Calafell (spanisch Francisco Manalt, auch katalanisch Manald oder Menalt, * 1720 in Barcelona; † 16. Januar 1759 in Madrid) war ein katalanisch-spanischer Violinist und Komponist des Spätbarock.

## Leben und Werk
Francesc Manalts Eltern waren Cristòfol Manalt und Maria Calafell. Francesc Manalt wirkte ab 1737 als Nachfolger von Mateo Bayer bis zu seinem Tode als Violinist in der Real Capilla de Madrid („Königliche Kapelle von Madrid“). Vermutlich erhielt er Violinunterricht bei dem Italiener Giacomo Facco, dem ersten Geiger der königlichen Kapelle. 1757 veröffentlichte er in Madrid sein dem Herzog von Osuna gewidmetes Werk Obra harmónica a seis sonatas de cámara de violin y bajo solo („Sechs Kammersonaten für Violine und Bass solo“). Diese dreisätzig angelegten Sonaten offenbaren eine bemerkenswerte Kenntnis des Violinsatzes und nähern sich bereits der Ästhetik der Wiener Klassik an. Der spanische Musikwissenschaftler Lothar Siemens Hernández (1941–2017) attestiert Francesc Manalt in Auseinandersetzung mit dem Musikgeschehen in Italien und in Mitteleuropa eine große Lust, eigene Formeln zu entwickeln und mit diesen zu experimentieren.